# Ракша-бандган

Ракша Бандган (гінді रक्षाबन्धन, неп. श्रावण शुक्ल पूर्णिमा) — популярний індуїстський щорічний обряд або церемонія, яка є центральною для однойменного фестивалю, що відзначається в Південній Азії. Його також відзначають в інших частинах світу, на які істотно вплинула індуїстська культура. У цей день сестри різного віку зав'язують своїм братам талісман або амулет під назвою ракхі. Це символічний акт захисту, після якого вони отримують подарунок від братів. Також зобов'язує братів доглядати за сестрами.

## Опис

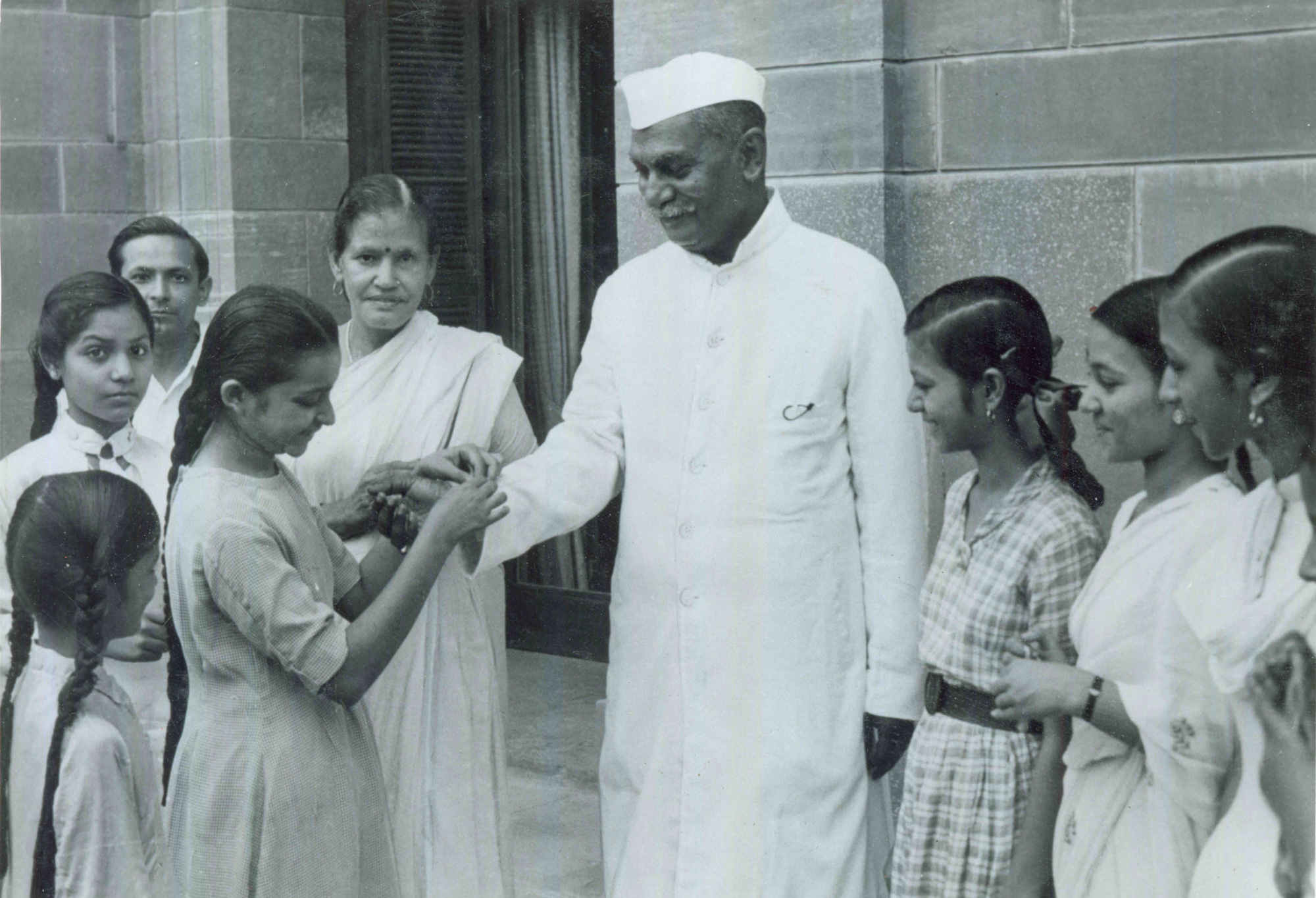
Раджендра Прасад, перший президент Республіки Індія, святкує Ракша Бандган у президентському палаці, Раштрапаті Бгаван, 24 серпня 1953 року

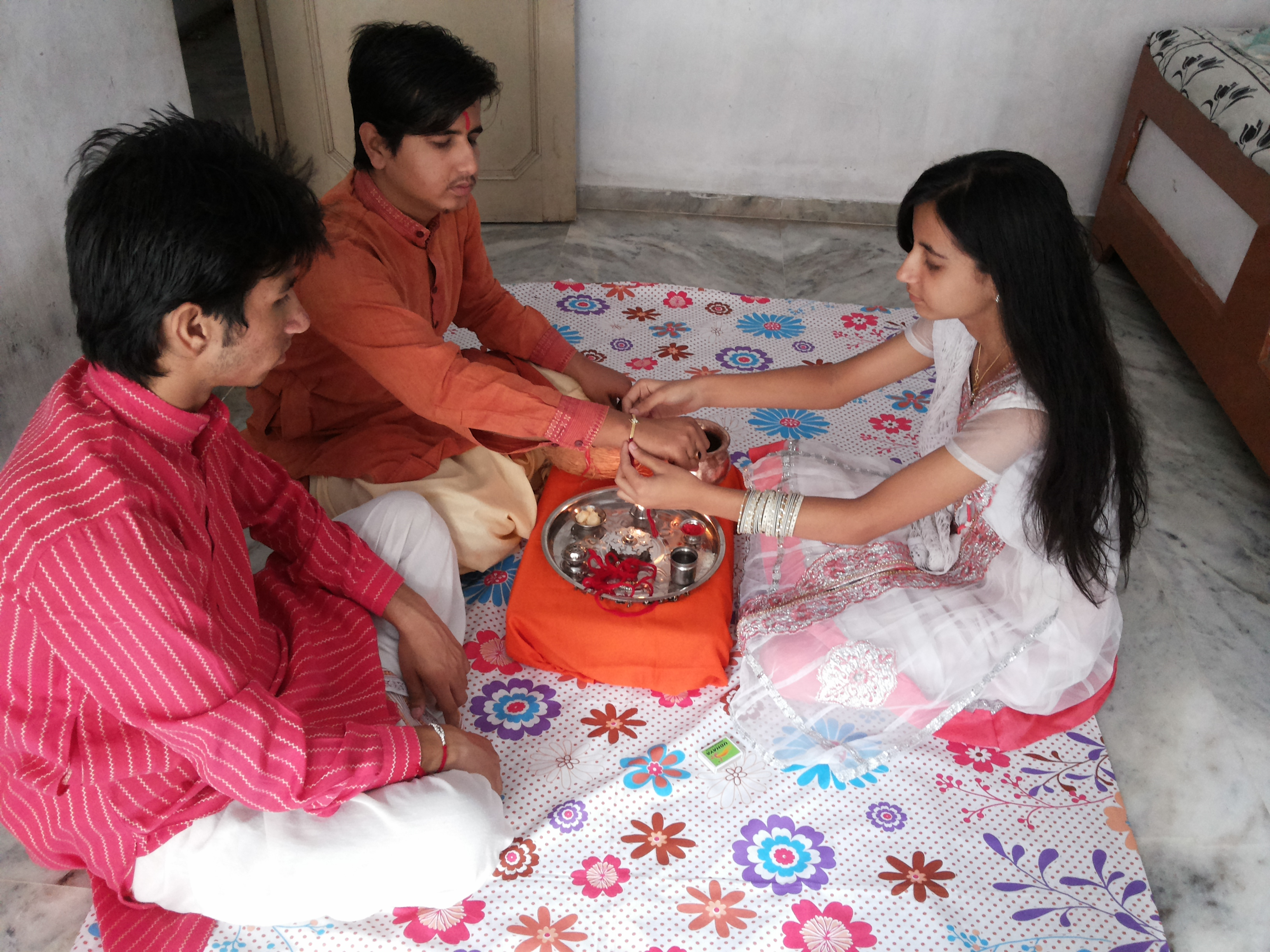
Зав'язування рахі на зап'ясті

Ракша Бандган відзначають в останній день індуїстського місяця Шраавана, який зазвичай припадає на серпень. «Ракша Бандган» (санскрит, буквально «зв'язок захисту, зобов'язань або турботи») тепер головним чином застосовується до цього ритуалу. До середини ХХ століття цей вислів частіше застосовувався до подібного ритуалу, який проводився в той самий день. У цьому ритуалі домашній священник прив'язує амулети, обереги або нитки на зап'ястя своїх покровителів або змінює їхню священну нитку і отримує грошові дари. Навпаки, свято сестри-брата, що бере свій початок у народній культурі, мало назви, які змінювалися залежно від місця. Деякі з них були перекладені як saluno, silono, і rakri. Ритуал, пов'язаний із салуно, передбачав, що сестри клали пагони ячменю за вуха своїм братам.
Особливе значення для одружених жінок ракшабандган бере свій початок у практиці територіальної або сільської екзогамії. Наречена вступає в шлюб за межами свого рідного села чи міста, і батьки за звичаєм не відвідують її в подружньому домі. У сільській місцевості на півночі Індії, де сільська екзогамія сильно поширена, велика кількість одружених індуських жінок щороку повертається до батьківських домівок для церемонії. Їхні брати, які зазвичай живуть із батьками або поблизу, іноді їдуть до нового дому своїх сестер, щоб супроводити їх назад. Багато молодих одружених жінок приїжджають до рідного дому на кілька тижнів раніше і залишаються до церемонії. Брати все життя слугують посередниками між одруженими та батьківськими домівками своїх сестер, а також потенційними розпорядниками їх безпеки.
У містах Індії, де сім'ї стають все більш нуклеарними, фестиваль став більш символічним, але продовжує бути дуже популярним. Ритуали, пов'язані з цим святом, поширилися за межі традиційних регіонів і були трансформовані завдяки технологіям і міграції. Інші фактори, які відіграли свою роль, це: кіно, соціальна взаємодія та просування політизованим індуїзмом, а також національною державою. Серед жінок і чоловіків, які не є кровними родичами, зв'язування амулетів ракхі породило традицію добровільних родинних стосунків, яка іноді перетинає межі каст, класів і релігій. До такої церемонії були включені представники влади.